# ¡No pasarán!

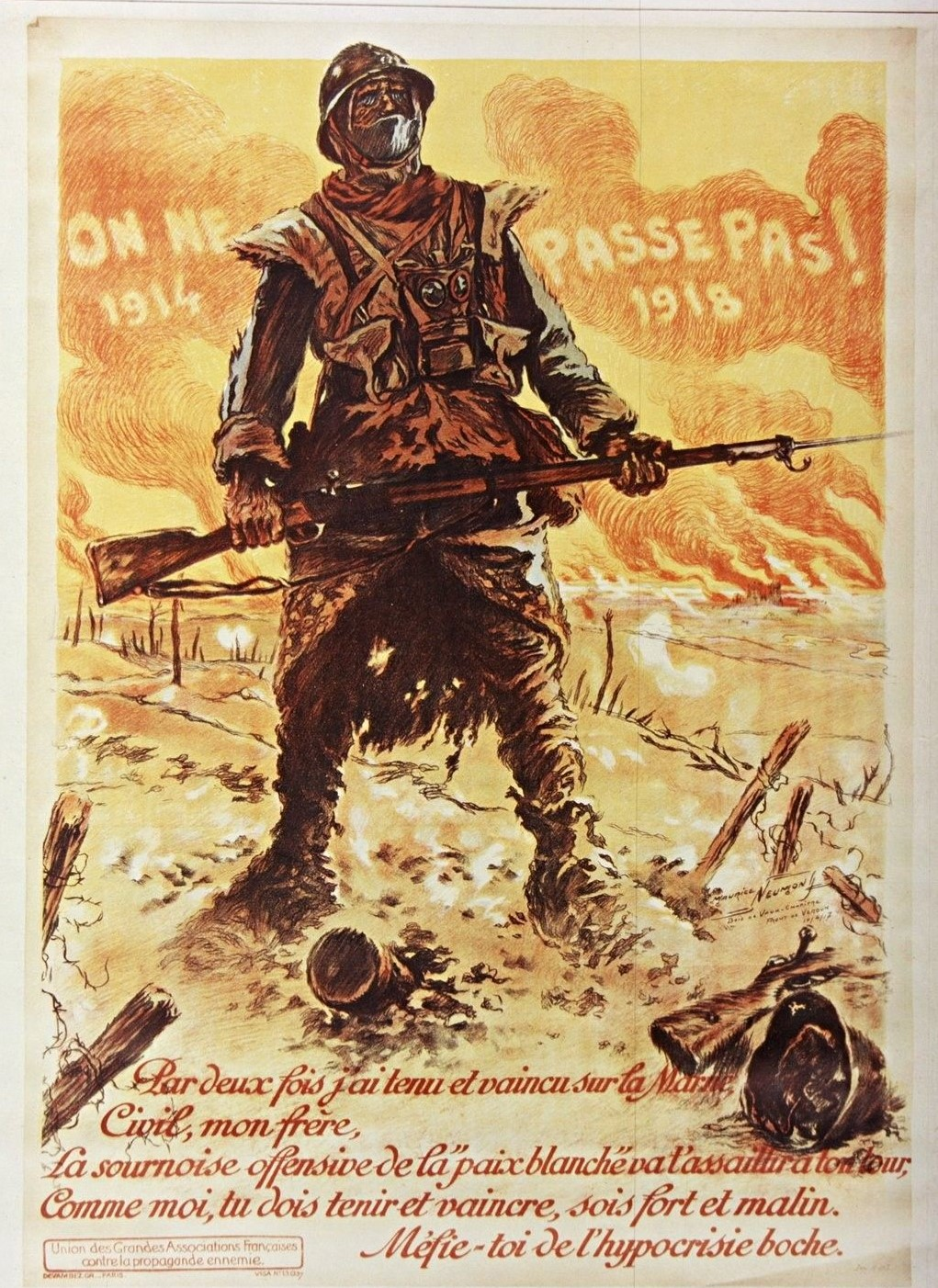
Poster di propaganda di Maurice Neumont

In spagnolo ¡No pasarán!, in francese Ils ne passeront pas!, in inglese They shall not pass!, in italiano Non passeranno! è uno slogan di propaganda usato per indicare l'intenzione di difendere a ogni costo una posizione dal nemico. 
La frase fu dapprima proferita in lingua francese dal generale Robert Nivelle (anche se alcuni la attribuiscono al comandante Philippe Pétain) durante la battaglia di Verdun della prima guerra mondiale. In seguito apparirà su svariati poster di propaganda, come quelli di Maurice Neumont dopo la seconda battaglia della Marna, e sui distintivi dei soldati che combatterono sulla Linea Maginot. 
La sua versione in lingua spagnola, più popolare dell'originaria francese, risale invece a un messaggio di Dolores Ibárruri ai soldati al fronte, durante la guerra civile spagnola, in cui riprese la celebre frase per incitarli a combattere contro le truppe del generale Franco. 
Da allora è stata adottata come slogan politico della lotta contro il fascismo.
Dopo la caduta di Barcellona, Mussolini ebbe a pronunciare in un discorso a Roma il 29 gennaio 1939: "La parola d'ordine dei rossi era questa: "¡No pasarán!". Siamo passati, e vi dico...e vi dico che passeremo!".   Nello stesso spirito fu composto nell'ambiente nazionalista spagnolo un cuplé intitolato ¡Ya hemos pasao! (in italiano, Siamo già passati!) che venne interpretato ed inciso dalla cantante Celia Gàmez.  Il testo della canzone, ricordando con ironia il motto repubblicano, lo ribalta, sbeffeggiandolo alla luce dell'ingresso delle truppe franchiste a Madrid, attraverso quelle stesse strade dove ¡No pasarán! era apparso in striscioni e volantini.
Nel 2024 la frase è stata adottata come motto dalla 155ª Brigata meccanizzata dell'esercito ucraino, in quanto equipaggiata dalla Francia e addestrata proprio nella regione di Verdun.